# Конан
Конан Варварина пренасочва насам.  За филма на Джон Милиъс вижте Конан Варварина (филм).
Конан е литературен герой, който присъства в произведения на няколко писатели.
Действието в книгите за Конан се развива през въображаемата хайборейска ера. Той е варварин с необикновена сила от суровата северна страна Кимерия. Дълги години той скита по света, живеейки като крадец, наемник, бандит и пират. Накрая със силата на меча си завладява великото царство Аквилония и се възкачва на трона му.

## Творческа история
Конан е създаден от американския писател Робърт Хауърд през 30-те години на 20 век. Това се смята за начало на жанра „героично фентъзи“. Започвайки от 1932, когато е на 26 г., Хауърд написва 21 произведения за Конан, по-голямата част от които са публикувани в списанието Weird Tales („Странни истории“). След смъртта му сред неговите книжа са намерени и няколко фрагмента в различна степен на завършеност.
През 60-те години, благодарение на внезапно разрасналата се популярност на жанра фентъзи, полузабравените произведения на Робърт Хауърд отново излизат на бял свят. Издателство Lancer наема Л. Спрег де Камп, изследовател на творчеството на Хауърд, да състави поредица книги за Конан. Де Камп и неговият колега Лин Картър дописват незавършените фрагменти, а също така пренаписват някои приключенски разкази на Хауърд, като добавят магически елемент и ги превръщат в истории за Конан. Освен това включват някои собствени произведения в същия стил, с което полагат началото на огромен брой литературни имитации. Малък принос към поредицата има и шведът Бьорн Ниберг.
Но най-голяма популярност Конан печели от двата филма Conan the Barbarian („Конан Варварина“), Conan the Destroyer („Конан Разрушителя“) с участието на Арнолд Шварценегер и Conan the Barbarian („Конан Барварина 3Д“). Огромният интерес, породен от тях, става причина за преиздаване на книгите на Lancer и написване на цял куп нови от най-различни автори.
Освен официалните поредици на издателствата Lancer и Tor, съществува голямо количество книги за Конан от български и руски автори, пишещи обикновено под английски псевдоними.

## Книги за Конан

### Произведения на Робърт Хауърд
Оригинални произведения за Конан на Робърт Хауърд
The Tower of the Elephant (Кулата на слона)
The God in the Bowl (Богът в купата)
Rogues in the House (Мошеници в дома)
The Frost Giant's Daughter (Дъщерята на ледения великан)
Queen of the Black Coast (Кралицата на Черния бряг)
The Vale of Lost Women (Долината на изгубените жени)
Black Colossus (Черният колос)
Shadows in the Moonlight (Сенки в лунната светлина)
A Witch Shall Be Born (Вещица ще се роди)
Shadows in Zamboula (Сенки в Замбула)
The Devil in Iron (Железният дявол)
The People of the Black Circle (Хората от Черния кръг)
The Slithering Shadow (Плъзгащата се сянка)
The Pool of the Black One (Басейнът на Черния)
Red Nails (Червените гвоздеи)
Jewels of Gwahlur (Скъпоценностите на Гвалур)
Beyond the Black River (Отвъд Черната река)
The Black Stranger (Черният странник)
The Phoenix on the Sword (Фениксът върху меча)
The Scarlet Citadel (Алената цитадела)
The Hour of the Dragon (Часът на дракона) – роман
Други произведения на Робърт Хауърд, свързани с епохата на Конан
Хиборийската ера (The Hyborian Age) – есе
Кимерия (Cimmeria) – стихотворение
Разкази на Хауърд, довършени от Л. Спрег де Камп и Лин Картър
The Hall of the Dead (Залата на мъртвите)
The Hand of Nergal (Ръката на Нергал)
The Snout in the Dark (Зурлата в мрака)
Drums of Tombalku (Барабаните на Томбалку)
Wolves Beyond the Border (Вълци отвъд границата) – Конан не участва като герой, а само се споменава
Разкази на Хауърд, пренаписани от Л. Спрег де Камп и Лин Картър
Hawks Over Shem (Ястреби над Шем) – по разказа Hawks Over Egypt
The Road of the Eagles (Пътят на орлите) – по разказа The Way of the Swords
The Flame Knife (Огненият нож) – по разказа Three-Bladed Doom
The Blood-Stained God (Окървавеният бог) – по разказа The Curse of the Crimson God
The Treasure of Tranicos (Съкровището на Траникос) – силно преработена версия на The Black Stranger

### Поредица на издателствоLancer
(редактирана от Л. Спрег де Камп)
1. CONAN (КОНАН)
Letter from R. E. Howard to P. S. Miller (Писмо от Р.Е. Хауърд до П.С. Милър)
The Hyborian Age, Part 1 (Хиборийската ера, част 1) – Р. Хауърд
The Thing in the Crypt (Нещото в гробницата) – Л.С. де Камп и Л. Картър
The Tower of the Elephant (Кулата на слона) – Р. Хауърд
The Hall of the Dead (Залата на мъртвите) – Р. Хауърд и Л.С. де Камп
The God in the Bowl (Богът в купата) – Р. Хауърд
Rogues in the House (Мошеници в дома) – Р. Хауърд
The Hand of Nergal (Ръката на Нергал) – Р. Хауърд и Л. Картър
The City of Skulls (Градът на черепите) – Л.С. де Камп и Л. Картър
2. CONAN OF CIMMERIA (КОНАН ОТ КИМЕРИЯ)
The Curse of the Monolith (Проклятието на монолита) – Л.С. де Камп и Л. Картър
The Blood-Stained God (Окървавеният бог) – Р. Хауърд и Л.С. де Камп
The Frost Giant's Daughter (Дъщерята на ледения великан) – Р. Хауърд
The Lair of the Ice Worm (Леговището на ледения червей) – Л.С. де Камп и Л. Картър
Queen of the Black Coast (Кралицата на Черния Бряг) – Р. Хауърд
The Vale of Lost Women (Долината на изгубените жени) – Р. Хауърд
The Castle of Terror (Замъкът на ужаса) – Л.С. де Камп и Л. Картър
The Snout in the Dark (Зурлата в мрака) – Р. Хауърд, Л.С. де Камп и Л. Картър
3. CONAN THE FREEBOOTER (КОНАН БАНДИТЪТ)
Hawks Over Shem (Ястреби над Шем) – Р. Хауърд и Л.С. де Камп
Black Colossus (Черният колос) – Р. Хауърд
Shadows in the Moonlight (Сенки в лунната светлина) – Р. Хауърд
The Road of the Eagles (Пътят на орлите) – Р. Хауърд и Л.С. де Камп
A Witch Shall Be Born (Вещица ще се роди) – Р. Хауърд
4. CONAN THE WANDERER (КОНАН СКИТНИКЪТ)
Black Tears (Черните сълзи) – Л.С. де Камп и Л. Картър
Shadows in Zamboula (Сенки в Замбула) – Р. Хауърд
The Devil in Iron (Железният дявол) – Р. Хауърд
The Flame Knife (Огненият нож) – Р. Хауърд и Л.С. де Камп
5. CONAN THE ADVENTURER (КОНАН АВАНТЮРИСТЪТ)
The People of the Black Circle (Хората от Черния Кръг) – Р. Хауърд
The Slithering Shadow (Плъзгащата се сянка) – Р. Хауърд
Drums of Tombalku (Барабаните на Томбалку) – Р. Хауърд и Л.С. де Камп
The Pool of the Black One (Басейнът на Черния) – Р. Хауърд
6. CONAN THE BUCCANEER (КОНАН ПИРАТЪТ)
Роман от Л.С. де Камп и Л. Картър
7. CONAN THE WARRIOR (КОНАН ВОИНЪТ)
Red Nails (Червените гвоздеи) – Р. Хауърд
Jewels of Gwahlur (Скъпоценностите на Гвалур) – Р. Хауърд
Beyond the Black River (Отвъд Черната Река) – Р. Хауърд
8. CONAN THE USURPER (КОНАН УЗУРПАТОРЪТ)
The Treasure of Tranicos (Съкровището на Траникос) – Р. Хауърд и Л.С. де Камп
Wolves Beyond the Border (Вълци отвъд границата) – Р. Хауърд и Л.С. де Камп
The Phoenix on the Sword (Фениксът върху меча) – Р. Хауърд
The Scarlet Citadel (Алената цитадела) – Р. Хауърд
9. CONAN THE CONQUEROR (КОНАН ЗАВОЕВАТЕЛЯТ)
Това е романът The Hour of the Dragon (Часът на дракона) от Р. Хауърд под друго заглавие
10. CONAN THE AVENGER (КОНАН ОТМЪСТИТЕЛЯТ)
The Return of Conan (Завръщането на Конан) – Л.С. де Камп и Б. Ниберг
The Hyborian Age, Part 2 (Хиборийската ера, част 2) – Р. Хауърд
11. CONAN OF AQUILONIA (КОНАН ОТ АКВИЛОНИЯ)
The Witch of the Mists (Вещицата от мъглите) – Л.С. де Камп и Л. Картър
Black Sphinx of Nebthu (Черният сфинкс на Небту) – Л.С. де Камп и Л. Картър
Red Moon of Zembabwei (Червената луна на Зембабве) – Л.С. де Камп и Л. Картър
Shadows in the Skull (Сенки в черепа) – Л.С. де Камп и Л. Картър
12. CONAN OF THE ISLES (КОНАН ОТ ОСТРОВИТЕ)
Роман от Л.С. де Камп

### Поредица на издателствоTor
1. CONAN THE SWORDSMAN (КОНАН БОЕЦЪТ) – сборник, редактиран от Л.С. де Камп
Legions of the Dead (Легионите на мъртвите) – Л.С. де Камп и Л. Картър
The People of the Summit (Народът на върховете) – Л.С. де Камп и Б. Ниберг
Shadows in the Dark (Сенки в тъмното) – Л.С. де Камп и Л. Картър
The Star of Khorala (Звездата на Хорала) – Л.С. де Камп и Б. Ниберг
The Gem in the Tower (Бисерът в кулата) – Л.С. де Камп и Л. Картър
The Ivory Goddess (Богинята от слонова кост) – Л.С. де Камп и Л. Картър
Moon of Blood (Кървава луна) – Л.С. де Камп и Л. Картър
Hyborian Names (Хиборийските имена) – есе от Л.С. де Камп
2. CONAN THE LIBERATOR (КОНАН ОСВОБОДИТЕЛЯТ) – Л.С. де Камп и Л. Картър
3. CONAN AND THE SORCERER (КОНАН И МАГЬОСНИКЪТ) – А. Офът
4. CONAN: THE SWORD OF SKELOS (КОНАН: МЕЧЪТ НА СКЕЛОС) – А. Офът
5. CONAN THE MERCENARY (КОНАН НАЕМНИКЪТ) – А. Офът
6. CONAN: THE ROAD OF KINGS (КОНАН: ПЪТЯТ НА ЦАРЕТЕ) – К.Е. Уагнър
7. CONAN THE REBEL (КОНАН БУНТОВНИКЪТ) – П. Андерсън (погрешно номерирана като 6)
8. CONAN AND THE SPIDER GOD (КОНАН И БОГЪТ-ПАЯК) – Л.С. де Камп (погрешно номерирана като 5)
9. CONAN: THE TREASURE OF TRANICOS (КОНАН: СЪКРОВИЩЕТО НА ТРАНИКОС) – Р. Хауърд и Л.С. де Камп
10. CONAN: THE FLAME KNIFE (КОНАН: ОГНЕНИЯТ НОЖ) – Р. Хауърд и Л.С. де Камп
11. CONAN THE INVINCIBLE (КОНАН НЕПОБЕДИМИЯТ) – Р. Джордан
12. CONAN THE DEFENDER (КОНАН ЗАЩИТНИКЪТ) – Р. Джордан
13. CONAN THE UNCONQUERED (КОНАН НЕУКРОТИМИЯТ) – Р. Джордан
14. CONAN THE TRIUMPHANT (КОНАН ТРИУМФАТОРЪТ) – Р. Джордан
15. CONAN THE MAGNIFICENT (КОНАН ВЕЛИКОЛЕПНИЯТ) – Р. Джордан
16. CONAN THE VICTORIOUS (КОНАН ПОБЕДИТЕЛЯТ) – Р. Джордан
17. CONAN THE VALOROUS (КОНАН ХРАБРИЯТ) – Дж. М. Робъртс
18. CONAN THE FEARLESS (КОНАН БЕЗСТРАШНИЯТ) – С. Пери
19. CONAN THE RENEGADE (КОНАН ОТСТЪПНИКЪТ) – Л. Карпентър
20. CONAN THE RAIDER (КОНАН РАЗБОЙНИКЪТ) – Л. Карпентър
21. CONAN THE CHAMPION (КОНАН ПОКРОВИТЕЛЯТ) – Дж. М. Робъртс
22. CONAN THE DEFIANT (КОНАН НЕПОКОРНИЯТ) – С. Пери
23. CONAN THE MARAUDER (КОНАН МАРОДЕРЪТ) – Дж. М. Робъртс
24. CONAN THE WARLORD (КОНАН ПЪЛКОВОДЕЦЪТ) – Л. Карпентър
25. CONAN THE VALIANT (КОНАН ДОБЛЕСТНИЯТ) – Р. Грийн
26. CONAN THE HERO (КОНАН ГЕРОЯТ) – Л. Карпентър
27. CONAN THE BOLD (КОНАН СМЕЛИЯТ) – Дж. М. Робъртс
28. CONAN THE GREAT (КОНАН ВЕЛИКИЯТ) – Л. Карпентър
29. CONAN THE INDOMITABLE (КОНАН НЕСЛОМИМИЯТ) – С. Пери
30. CONAN THE FREE LANCE (КОНАН НАЕМНИЯТ ВОЙНИК) – С. Пери
31. CONAN THE FORMIDABLE (КОНАН СТРАХОВИТИЯТ) – С. Пери
32. CONAN THE GUARDIAN (КОНАН ПАЗИТЕЛЯТ) – Р. Грийн
33. CONAN THE OUTCAST (КОНАН ИЗГНАНИКЪТ) – Л. Карпентър
34. CONAN THE ROGUE (КОНАН МОШЕНИКЪТ) – Дж. М. Робъртс
35. CONAN THE RELENTLESS (КОНАН НЕПРЕКЛОННИЯТ) – Р. Грийн
36. CONAN THE SAVAGE (КОНАН ДИВАКЪТ) – Л. Карпентър
37. CONAN OF THE RED BROTHERHOOD (КОНАН ОТ ЧЕРВЕНОТО БРАТСТВО) – Л. Карпентър
38. CONAN AND THE GODS OF THE MOUNTAIN (КОНАН И БОГОВЕТЕ НА ПЛАНИНАТА) – Р. Грийн
39. CONAN AND THE TREASURE OF PYTHON (КОНАН И СЪКРОВИЩЕТО НА ПИТОН) – Дж. М. Робъртс
40. CONAN THE HUNTER (КОНАН ЛОВЕЦЪТ) – Ш.А. Мур
41. CONAN, SCOURGE OF THE BLOODY COAST (КОНАН, БИЧЪТ НА КЪРВАВИЯ БРЯГ) – Л. Карпентър
42. CONAN AND THE MANHUNTERS (КОНАН И ЛОВЦИТЕ НА ХОРА) – Дж. М. Робъртс
43. CONAN AT THE DEMON'S GATE (КОНАН ПРИ ДЕМОНСКАТА ПОРТА) – Р. Грийн
44. CONAN THE GLADIATOR (КОНАН ГЛАДИАТОРЪТ) – Л. Карпентър
45. CONAN AND THE AMAZON (КОНАН И АМАЗОНКАТА) – Дж. М. Робъртс
46. CONAN AND THE MISTS OF DOOM (КОНАН И МЪГЛИТЕ НА ГИБЕЛТА) – Р. Грийн
47. CONAN AND THE EMERALD LOTUS (КОНАН И СМАРАГДОВИЯТ ЛОТОС) – Дж. Хокинг
48. CONAN AND THE SHAMAN'S CURSE (КОНАН И ПРОКЛЯТИЕТО НА ШАМАНА) – Ш.А. Мур
49. CONAN, LORD OF THE BLACK RIVER (КОНАН, ГОСПОДАРЯТ НА ЧЕРНАТА РЕКА) – Л. Карпентър
50. CONAN AND THE GRIM GREY GOD (КОНАН И ЖЕСТОКИЯТ СИВ БОГ) – Ш.А. Мур
51. CONAN AND THE DEATH LORD OF THANZA (КОНАН И ГОСПОДАРЯТ НА СМЪРТТА ОТ ТАНЗА) – Р. Грийн
52. CONAN OF VENARIUM (КОНАН ОТ ВЕНАРИУМ) – Х. Търтълдав

### Книги по филмови сценарии
1. CONAN THE BARBARIAN (КОНАН ВАРВАРИНЪТ) – Л.С. де Камп и Л. Картър
2. CONAN THE DESTROYER (КОНАН РАЗРУШИТЕЛЯТ) – Р. Джордан

## Филми
Conan the Barbarian (1982) – Конан Варварина (Информация от IMDb)
Conan the Destroyer (1984) – Конан Разрушителя (Информация от IMDb)
Conan the Barbarian (2011) – Конан Варварина (Информация от IMDb)

## Писатели дописващи Конан Варварина
- Робърт Джордан
- Рой Томас
- Джон Мадокс Робъртс
- Лин Картър
- Лионард Карпентър
- Пол Уинлоу
- Джейсън Силбърг
- Питър Дж. Тайлър – Български писател подвизаващ се под англоезичен псевдоним.
- Джак Де Крафт